# World Wide Technology Raceway at Gateway

Gateway International Speedway

World Wide Technology Raceway Gateway, anteriormente Gateway Motorsports Park y Gateway International Raceway, es un autódromo situado en Madison, estado de Illinois, Estados Unidos, en el área metropolitana de la ciudad de San Luis, Misuri. Inaugurado en el año 1997, fue propiedad de la empresa Dover Motorsports, la cual posee los óvalos de Dover, Nashville Superspeedway y anteriormente Memphis, hasta que en 2011 la compró Curtis Francois. Su nombre se refiere al Arco Gateway, una estructura cercana al autódromo que simboliza la expansión hacia el oeste de los Estados Unidos.

La NASCAR en Gateway.

El óvalo de Gateway, de 1,25 millas (2010 metros) de longitud, tiene un formato similar al de Darlington Raceway: las dos curvas tienen diferentes radios de giro, y las rectas no son paralelas. La primera curva es más cerrada y tiene un peralte de 11 grados, mientras que la segunda curva es más amplia y tiene 9 grados de peralte. Las instalaciones también incluyen un circuito mixto de 1,5 millas (2400 metros), que se usa en campeonatos regionales de automovilismo y motociclismo, y un picódromo de un cuarto de milla (400 metros) para competencias de arrancones, en particular de la National Hot Rod Association, que surgió en 1967 con el nombre St. Louis Raceway Park. 
Desde 1997 hasta 1999, Gateway albergó una carrera de 300 millas (480 km) de la serie CART a fines de mayo, en concreto el sábado previo a las 500 millas de Indianápolis. La categoría visitó el óvalo una cuarta vez en 2000 en el mes de septiembre. La IndyCar Series corrió en Gateway cada agosto de los tres años siguientes, con una distancia total de 250 millas (400 km). Como acompañamiento a esas dos categorías, la Indy Lights disputó una carrera de 100 millas (160 km) en todas las ediciones salvo en 1999, en tanto que la Fórmula Atlantic fue telonera de la CART desde 1998 hasta 2000 con una carrera de 100 km.
Por su parte, la NASCAR Nationwide Series y la NASCAR Truck Series celebraron en Gateway una carrera de 250 millas y 200 millas (320 km) desde 1997 y 1998 respectivamente. Al clausurarse Memphis en 2010, Gateway recibió una segunda carrera de la NASCAR Nationwide Series ese año. Ni la NASCAR ni la NHRA visitaron Gateway en 2011.
El empresario Curtis Francois reinauguró Gateway en 2012. En 2014, la NASCAR Camping World Truck Series volvió a Gateway formando parte del calendario de ese certamen. La IndyCar Series retornará a Gateway en la temporada 2017. Gateway también alberga carreras de la NHRA y la USAC Silver Crown.

## Récords de vuelta
- NASCAR Nationwide Series: Brad Keselowski and Reed Sorenson*, 33.158 sec. (135.714 mph), July 18, 2009
- NASCAR Truck Series: Cole Custer, 32.985 sec. (136.426 mph), 2014
- Indy Racing League: Helio Castroneves, (175.965 mph), August 10, 2003 [11]
- CART: Raul Boesel (187.963 mph) May 22, 1997

## Ganadores

### Indy Lights y Fórmula Atlantic
| Año  | Indy Lights                    | Fórmula Atlantic |
| ---- | ------------------------------ | ---------------- |
| 1997 | Lee Bentham                    |                  |
| 1998 | Shigeaki Hattori               | Memo Gidley      |
| 1999 |                                | Anthony Lazzaro  |
| 2000 | Townsend Bell                  | Case Montgomery  |
| 2001 | Dan Wheldon                    |                  |
| 2002 | Ryan Hampton                   |                  |
| 2003 | Jeff Simmons                   |                  |
| 2017 | Santiago Urrutia               |                  |
| 2018 | Ryan Norman                    |                  |
| 2019 | Oliver Askew                   |                  |
| 2021 | David Malukas (ambas carreras) |                  |
| 2022 | Matthew Brabham                |                  |

### NASCAR
| Año            | Busch / Nationwide Series | Truck Series         |
| -------------- | ------------------------- | -------------------- |
| 1997           | Elliott Sadler            | -                    |
| 1998           | Dale Earnhardt Jr.        | Rick Carelli         |
| 1999           | Dale Earnhardt Jr.        | Greg Biffle          |
| 2000           | Kevin Harvick             | Jack Sprague         |
| 2001           | Kevin Harvick             | Ted Musgrave         |
| 2002           | Greg Biffle               | Terry Cook           |
| 2003           | Scott Riggs               | Brendan Gaughan      |
| 2004           | Martin Truex Jr.          | David Starr          |
| 2005           | Reed Sorenson             | Ted Musgrave         |
| 2006           | Carl Edwards              | Todd Bodine          |
| 2007           | Reed Sorenson             | Johnny Benson        |
| 2008           | Carl Edwards              | Ron Hornaday         |
| 2009           | Kyle Busch                | Mike Skinner         |
| 2010 (julio)   | Carl Edwards              | Kevin Harvick        |
| 2010 (octubre) | Brad Keselowski           | -                    |
| 2014           | -                         | Darrell Wallace Jr.  |
| 2015           | -                         | Cole Custer          |
| 2016           | -                         | Christopher Bell     |
| 2017           | -                         | John Hunter Nemechek |
| 2018           | -                         | Justin Haley         |
| 2019           | -                         | Ross Chastain        |
| 2020           | -                         | Sheldon Creed        |